# Pompéjac
Pompéjac är en kommun i departementet Gironde i regionen Nouvelle-Aquitaine i sydvästra Frankrike. Kommunen ligger i kantonen Villandraut som tillhör arrondissementet Langon. År 2022 hade Pompéjac 275 invånare.

## Befolkningsutveckling
Antalet invånare i kommunen Pompéjac
Referens:INSEE